# Prosačov
Prosačov este o comună slovacă, aflată în districtul Vranov nad Topľou din regiunea Prešov. Localitatea se află la altitudinea de 200 m deasupra n.m., se întinde pe o suprafață de 4,28 km2 și în 2017 număra 228 de locuitori.

## Istoric
Localitatea Prosačov este atestată documentar din 1363.

## Demografie
| An:                | 1994 | 2004    | 2014    | 2024   |
| ------------------ | ---- | ------- | ------- | ------ |
| Număr de persoane: | 154  | 201     | 235     | 228    |
| Diferență:         |      | +30,51% | +16,91% | −2,97% |

| An:                | 2023 | 2024   |
| ------------------ | ---- | ------ |
| Număr de persoane: | 215  | 228    |
| Diferență:         |      | +6,04% |